# Dschinghis Khan (песня)
Dschinghis Khan (с нем. — «Чингисхан») — песня, с которой немецкая группа «Чингисхан» представляла Западную Германию на конкурсе «Евровидение» 1979 года. Песня была написана на немецком языке.

## Оригинальное исполнение
Песня была исполнена на конкурсе девятой, и по итогам голосования получила 86 очков, заняв 4 место из 18 присужденных (при 19 исполнителях). Авторы песни — дуэт, состоящий из Ральфа Зигеля и Бернда Майнунгера, на которых в значительной степени повлияла диско-музыка, в частности, Boney M. Как следует из названия, песня повествует о монгольском полководце Чингисхане и превозносит его воинскую доблесть и сексуальную мощь (в тексте песни говорится, что «он лишь смеётся над врагами, так как никто не может противостоять его силе» и «не было женщины, которая не любила бы его, он зачал семь детей за одну ночь»).
Во время выступления один из членов группы — танцовщик Луис Потгитер — был одет в карикатурное подобие одежды монгольского воителя, и, когда это следовало по тексту, изображал соблазнение женщин и смех.

### Чарты
| Сингл           | Чарт                   | ЛП |
| --------------- | ---------------------- | -- |
| Dschinghis Khan | Австрийский сингл-чарт | 8  |
| Dschinghis Khan | Германский сингл-чарт  | 1  |
| Dschinghis Khan | Норвежский сингл-чарт  | 3  |
| Dschinghis Khan | Швейцарский сингл-чарт | 3  |

## Кавер-версии
По мотивам песни были созданы каверы, наиболее известными из которых являются следующие: версия исполнителя в стиле cantopop Джорджа Лама, созданная в 80-е годы XX века, версия финского певца Frederik (в 1997 году) и версия японской группы Berryz Kobo в 2008 году.
- Версия Frederik

Финский певец Frederik включил песню под названием «Tsingis Khan» в свой одноимённый альбом; финский текст был написан Юха Вайнио. Согласно сайту исполнителя, Ральф Зигель счёл эту версию песни лучше оригинальной.
- Версия Berryz Kobo

Версия, выпущенная японской группой «Berryz Kobo», содержала несколько изменённый по смыслу текст, в котором делался меньший акцент на войне, насилии и изнасилованиях. Сингл выпускался в двух версиях, одна из которых содержала билет для участия в розыгрыше на мероприятие, проводившееся с целью продвижения сингла. Песня была использована в качестве заглавной песни к мюзиклу группы Dschinghis Khan ~Wa ga Tsurugi, Netsu Suna wo Some yo~ (яп. ジンギスカン～わが剣、熱砂を染めよ～), который шёл в январе 2008 года.

### Список композиций в версии Berryz Kobo

#### Список композиций CD[11]
1. Dschinghis Khan (яп. ジンギスカン Jingisukan)
2. Darling I LOVE YOU (Berryz Kobo ver.) (яп. ダーリン I LOVE YOU (Berryz工房 ver.) Dārin I LOVE YOU (Berry Kōbō ver.))
3. ジンギスカン (Instrumental)

##### Список композиций DVD и CD[13]
1. ジンギスカン (Dance Shot Ver.)

#### Список композиций видео-варианта[14]
1. ジンギスカン (Video Clip)
2. ジンギスカン (Close-up Ver.)
3. Making-of Video (яп. メイキング映像 Meikingu Eizō)

### Прочие версии
- В 1979 году песня была исполнена таиландской группой Royal Sprites[15][16][17].
- Также в 1979 году певец Ivan исполнил испанскую версию песни, носящую название «Sin Amor»[18].
- В 2016 году в новогодние праздники вышла версия на монгольском в исполнении группы «Драмын 4»[19].